# Gaetano Martino
Gaetano Martino (Messina, 25 novembre 1900 – Roma, 21 luglio 1967) è stato un politico e medico italiano.

## Biografia

### Attività accademica

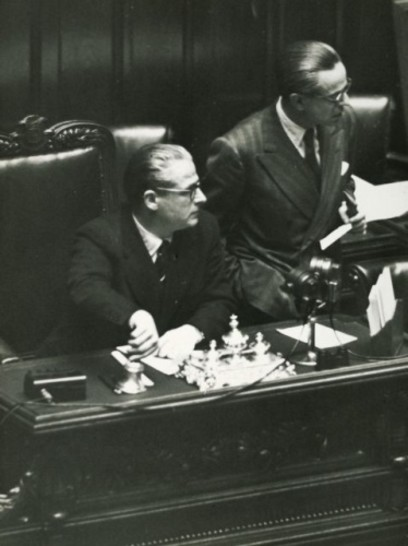
Martino con il presidente della Camera Giovanni Gronchi nel 1948

Figlio di Antonino Martino, più volte sindaco di Messina, si laureò in medicina all'Università di Roma "La Sapienza" nel 1923. Si dedicò alla ricerca scientifica svolta inizialmente all'estero presso la Clinica Medica dell'Università di Berlino e successivamente nel reparto di medicina interna dell'ospedale Sant'Antoine di Parigi. Allievo del fisiologo Giuseppe Amantea, nel 1934 divenne professore di Chimica biologica, e l'anno successivo di Fisiologia umana, all'Università degli Studi di Messina.  Rimase all'Università di Messina, di cui fu anche rettore dal 1943 al 1954, fino al 1957 quando successe a Giuseppe Amantea nella cattedra di Fisiologia umana alla Sapienza di Roma, di cui divenne rettore dal 1966 al 1967. Era il padre di Antonio Martino, ex ministro e ex deputato.
Fu membro dell'Accademia Peloritana dei Pericolanti.

### Attività politica
Nel 1946 viene eletto all'Assemblea costituente nel collegio di Catania nelle liste dell'Unione democratica nazionale. Alle elezioni politiche del 1948 fu eletto deputato alla Camera nelle file del Partito Liberale Italiano e divenne vicepresidente della Camera. Rieletto deputato nel 1953 nel Collegio unico nazionale, tornò a fare il vicepresidente dell'assemblea fino a quando divenne Ministro della Pubblica istruzione durante il Governo Scelba nel settembre 1954. Diviene in seguito ad un rimpasto Ministro degli affari esteri, carica che mantiene anche nel I Governo Segni fino al 1957. Una convinzione diffusa in quegli anni fece dimettere il titolare Attilio Piccioni a seguito del coinvolgimento del figlio nel cosiddetto scandalo Wilma Montesi.

### Impegno europeo

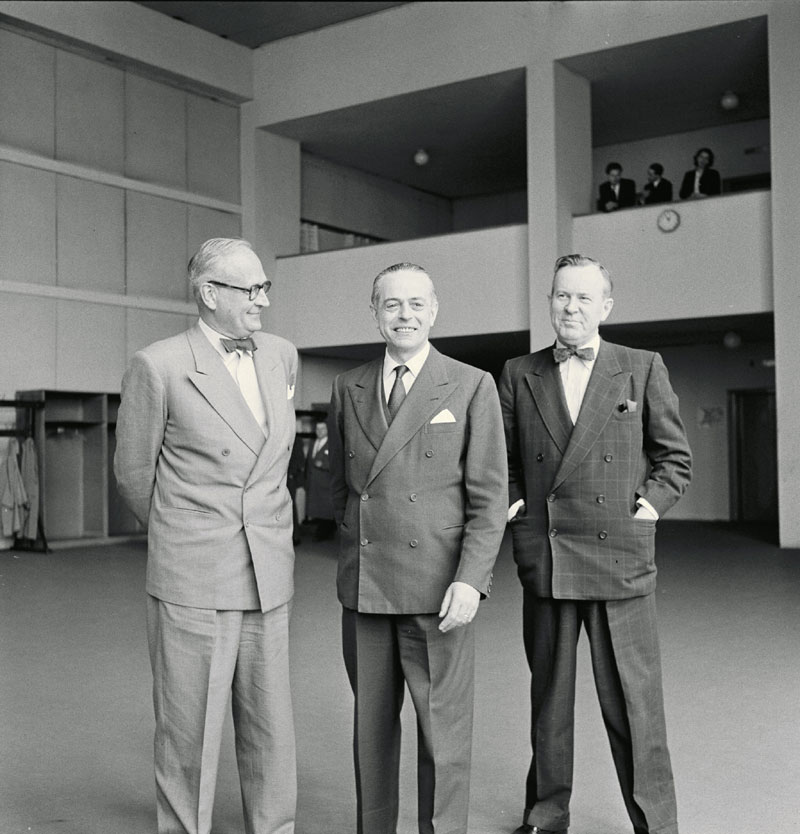
I "tre saggi della Nato" ministri degli esteri (da sinistra) di Norvegia (Halvard Lange), Italia (Martino) e Canada (Lester Pearson)

Protagonista del rilancio europeo a metà degli anni cinquanta, Martino, all'epoca Ministro degli affari esteri, è il promotore della Conferenza di Messina, a cui partecipano i ministri degli Esteri della Comunità europea del carbone e dell'acciaio (CECA), tenutasi a Messina (in casa sua) dal 1º giugno al 3 giugno 1955.
«Siamo tutti ansiosi di estendere sempre più la nostra integrazione [...] Mi auguro che in questa Conferenza aggiungeremo un'altra pietra alle fondamenta della costruzione europea», dichiara Martino in apertura dei lavori, dando un forte segnale per riprendere la via dell'integrazione, cominciando da quella economica. In meno di due anni si arriva alla firma dei Trattati di Roma e il ministro Martino guida la delegazione italiana per la stesura e la firma dei Trattati di Roma, costitutivi della Comunità economica europea.
Come ministro degli Esteri il 13 novembre 1956, pronuncia un discorso all'Assemblea generale delle Nazioni Unite, un anno dopo l'ammissione dell'Italia all'ONU. È il primo discorso di un ministro italiano all'Assemblea ONU.
Martino è stato anche nel 1956 presidente del comitato dei tre «saggi» della NATO (i ministri degli esteri di Norvegia, Italia e Canada), autori del rapporto sui compiti dell'Alleanza Atlantica nella sfera civile. Lasciata la Farnesina nel 1957, è rieletto nel 1958 alla Camera. Nel 1960 e nel 1961 è Capo della delegazione parlamentare italiana alla XV e alla XVI Assemblea generale dell'ONU a New York e, dal 1962 al 1964, Presidente del Parlamento Europeo. Torna alla Camera nel 1967 dove resta fino alla morte. Il suo posto vacante venne occupato dal collega di partito Letterio La Spada.
È stato anche presidente generale del Corpo Nazionale Giovani Esploratori Italiani (CNGEI). Dall'unione con Donna Alberta Stagno d'Alcontres Calapaj, ha avuto tre figli, tra cui Antonio Martino, che ha seguito le orme paterne scegliendo la carriera politica.

## Controversie
Secondo quanto riportato dal quotidiano La Repubblica, nell'ottobre del 1956 Martino, nelle vesti di Ministro degli affari esteri, dichiarò che certe indagini sulle stragi nazifasciste in Italia sarebbero servite solo "a incoraggiare le critiche nei confronti del comportamento dei militari tedeschi" e, quindi, a rafforzare in Germania "la resistenza interna contro l'ingresso del paese della Nato", frenando lo svolgimento delle inchieste. I documenti su tali crimini, nascosti per decenni, vennero poi ritrovati per caso nel 1994 in un armadio rivolto verso un muro in un palazzo ad uso militare. L'armadio venne soprannominato Armadio della Vergogna. Franco Giustolisi analizzò le motivazioni dell'occultamento indicando nella Ragion di Stato tale comportamento omissivo e pubblicando il carteggio tra il ministro degli esteri Gaetano Martino ed il ministro della difesa Paolo Emilio Taviani che confermava queste ipotesi. Questo occultamento portò alla «non promuovibilità» dell'azione penale contro molti soldati tedeschi e all'archiviazione nel 1954 del procedimento contro il colonnello Walter Scholl.